# Theodoros Pangalos (Politiker)

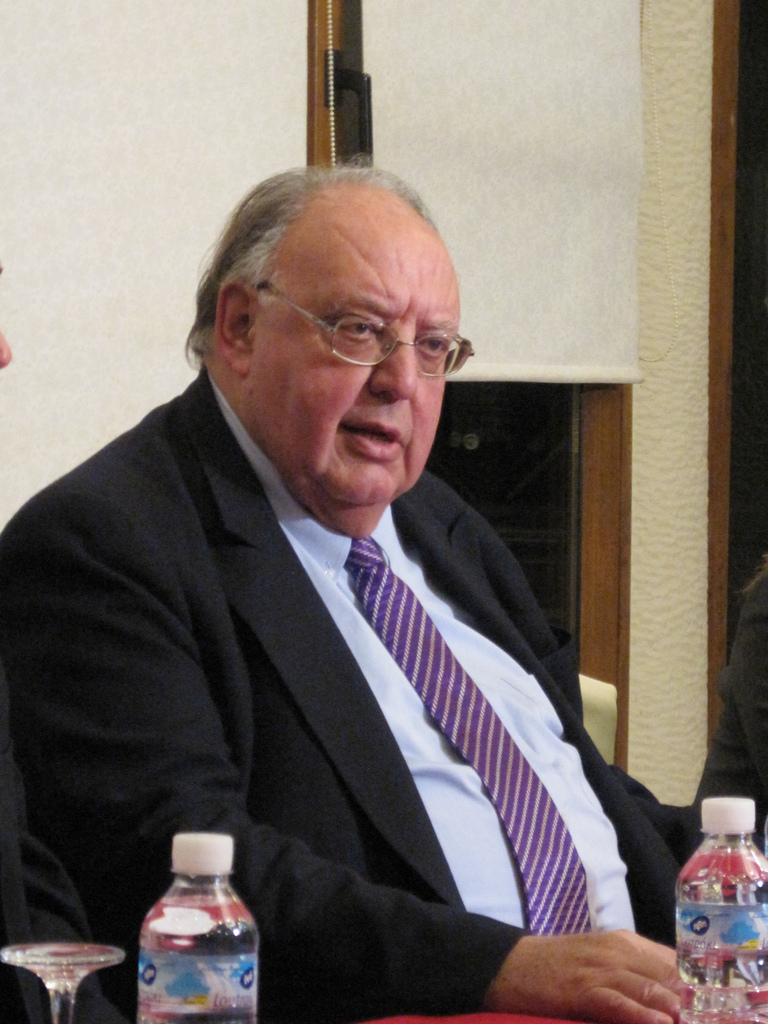
Theodoros Pangalos (2010)

Theodoros Pangalos (griechisch Θεόδωρος Πάγκαλος, * 17. August 1938 in Elefsina; † 31. Mai 2023 in Athen) war ein griechischer Politiker. Er war von 2009 bis 2012 stellvertretender Ministerpräsident.

## Leben
Theodoros Pangalos entstammte einer arvanitischen Familie und ist der Enkel des gleichnamigen Generals und Diktators. Er studierte Rechtswissenschaften und Volkswirtschaftslehre an der Universität Athen. 1973 promovierte er im Fach Wirtschaftswissenschaften an der Universität Sorbonne in Paris, wo er bis 1978 als Dozent, in der Forschung und auch als Direktor des Instituts für wirtschaftliche Entwicklung tätig war.
Pangalos beteiligte sich am Widerstand gegen die Griechische Militärdiktatur (1967–1974), die ihm 1968 die griechische Staatsbürgerschaft aberkannte. Seit seiner ersten Wahl 1981 und bis April 2012 vertrat Pangalos als PASOK-Abgeordneter Attika in der Vouli. Von 1982 bis 1984 war er Handelsstaatssekretär, anschließend bis 1985 Staatssekretär im Außenamt, 1985 bis 1989 und 1993/1994 stellvertretender Außenminister mit der Zuständigkeit für Europa-Fragen.
1994 wurde er Minister für Verkehr und Kommunikation und von Januar 1996 bis Februar 1999 Außenminister. Im Februar 1999 musste Pangalos als Außenminister zurücktreten, nachdem er den nach Griechenland geflohenen kurdischen Anführer Abdullah Öcalan in die griechische Botschaft in Kenia schmuggeln ließ, wo dieser festgenommen und den türkischen Behörden übergeben wurde. Im Jahr 2000 kehrte er als Kulturminister in die Regierung zurück. Dieses Amt behielt er bis November 2000.
Pangalos geriet mehrfach wegen drastischer und undiplomatischer Äußerungen in die politische Debatte:
- Deutschland bezeichnete er als „Riese mit der Kraft eines Monstrums und dem Verstand eines Kindes“[3]
- Die türkischen Politiker seien „Räuber, Mörder und Vergewaltiger“[4] und schlichen „mit ihren blutbeschmierten Stiefeln über die Teppiche Europas“[3]
- Die Aussage, „Auf den Fluren des Außenministeriums sprechen sie Englisch“[5][6] bezog sich auf die Amtszeit des in den USA geborenen Außenministers Giorgos Papandreou.
- „Nach 2000 haben wir (die PASOK-Regierung) in praktisch allen Bereichen versagt, wir verwüsteten das Land.“[7]
- „Deutschland hat während der Nazizeit die griechische Wirtschaft zerstört, indem es alles Geld und Gold, über das die Bank von Griechenland verfügte, an sich nahm, ohne es jemals zurückzuzahlen.“[8]

Nach dem Sieg der PASOK bei den Parlamentswahlen 2009 berief der neue Ministerpräsident Giorgos Papandreou Pangalos als stellvertretenden Ministerpräsident in seine Regierung. Pangalos war für die Koordination der Wirtschafts- und Verteidigungspolitik zuständig.
2011 blieb er stellvertretender Ministerpräsident im Kabinett Papadimos.
Bei der Parlamentswahl im Mai 2012 kandidierte Pangalos nicht mehr.